# Hồ Winfield Scott
Lake Winfield Scott là một hồ núi có diện tích 18 mẫu Anh (7,3 ha), nằm tại quận Union cách Blairsville, Georgia 10 dặm (16 km) về phía nam. Hồ này hiện được Cục Kiểm lâm Hoa Kỳ sở hữu và quản lý, là nguồn cấp nước của lạch Cooper. Nó là trung tâm của Khu vực Giải trí hồ Winfield Scott, một công viên gồm các hoạt động như đi bộ đường dài, câu cá, chèo thuyền và một số khác. Ở độ cao 2.854 foot (870 m) so vớí mặt biển, đây là một trong những hồ cao nhất của Georgia. Các môi trường sống quanh hồ tạo điều kiện sinh trưởng cho nhiều thực vật và động vật.